# Fons (Lot)
Fons (okzitanisch Fonts) ist ein südfranzösischer Ort und eine Gemeinde (commune) mit 403 Einwohnern (Stand 1. Januar 2022) im Département Lot im Norden der Region Okzitanien.

## Geographie
Fons liegt im Osten des Regionalen Naturparks Causses du Quercy in einer Höhe von etwa 260 Metern ü. d. M. Bis nach Figeac sind es knapp zwölf Kilometer (Fahrtstrecke) in südöstlicher Richtung; die Gemeinde Assier ist etwa acht Kilometer in nordwestlicher Richtung entfernt.

## Bevölkerungsentwicklung
| Jahr      | 1962 | 1968 | 1975 | 1982 | 1990 | 1999 | 2006 | 2018 |
| Einwohner | 349  | 295  | 309  | 321  | 341  | 342  | 386  | 405  |

Im 19. Jahrhundert hatte der Ort meist über 1000 Einwohner; wegen der Reblauskrise und der Mechanisierung der Landwirtschaft sank die Einwohnerzahl seitdem bis auf die Tiefststände der letzten Jahrzehnte ab.

## Wirtschaft
Der Ort war immer landwirtschaftlich geprägt, wobei in früheren Zeiten das Prinzip der Selbstversorgung – auch mit Wein – galt. Nach der Reblausplage im ausgehenden 19. Jahrhundert wurde der Weinbau vorübergehend eingestellt; mittlerweile werden jedoch wieder Rot-, Rosé- und Weißweine produziert, die über die Appellationen Comté Tolosan und Côtes du Lot vermarktet werden. Die steinigen und kalkhaltigen Böden der Causses eignen sich nur schlecht für den Anbau von Getreide und so betrieben viele Bauern hauptsächlich Milch- und Viehwirtschaft, wobei vor allem die Schafzucht eine wichtige Rolle spielt. In den 1970er und 1980er Jahren wurden mehrere Häuser des Ortes zu Ferienwohnungen (gîtes) umgebaut.

## Geschichte
Das Château du Roc erhob sich an der Stelle eines gallorömischen Landgutes (villa rustica). Die erste Erwähnung der Kirche und des Ortes stammt aus dem Jahr 1146. Ob der Ort im Hundertjährigen Krieg (1337–1453) Zerstörungen erlitt, ist unbekannt – in der Zeit danach wurde die Kirche jedoch umgebaut und befestigt.

## Sehenswürdigkeiten
- Im Ort stehen noch mehrere Bruchsteinhäuser des 15. und 16. Jahrhunderts.
- Die Pfarrkirche Saint-André ist ein Bau des 12. Jahrhunderts, der jedoch immer wieder Zerstörungen und Veränderungen über sich ergehen lassen musste. Bis auf den aus exakt behauenem Steinmaterial gefertigten unteren Teil der Apsis zeigen die meisten Bauteile gotische Stileinflüsse, wenngleich diese bei einem ländlichen Bauwerk äußerlich kaum in Erscheinung treten – das einschiffige Innere der Kirche ist jedoch größtenteils rippengewölbt. Bemerkenswert sind die zumeist aus Bruchsteinen gemauerten Aufbauten des 15. Jahrhunderts, die aus der Kirche eine kleine Festung machten, die den Dorfbewohnern Schutz bieten konnte – die polygonal gebrochenen Aufbauten oberhalb der halbrunden Apsis zeigen sogar einen kleinen Aborterker. Der Kirchenbau wurde im Jahr 1972 in die Liste der Monuments historiques eingetragen.[1]

Umgebung

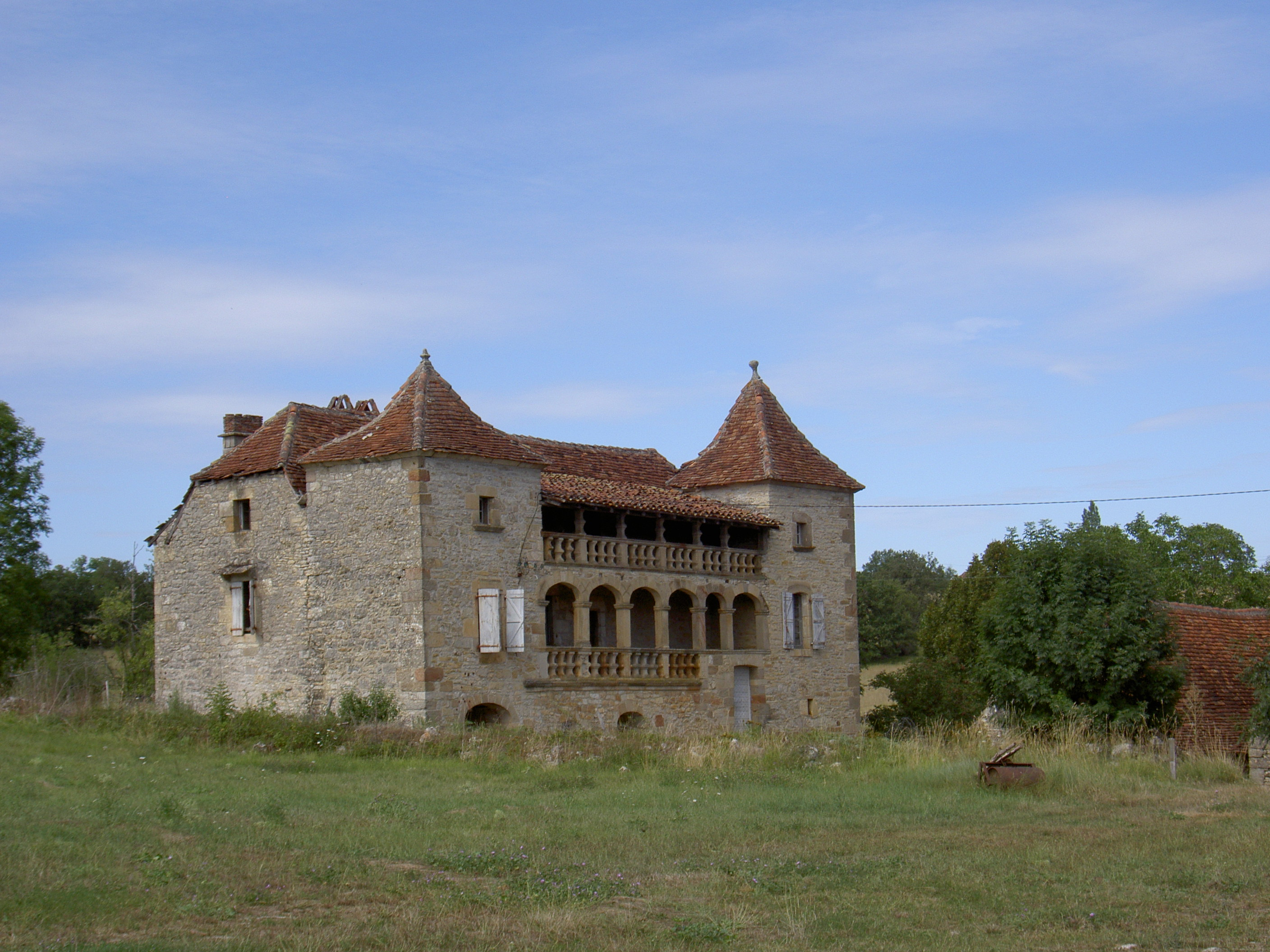
Maison Réveillac

- Das am Rand des Weilers Aubignières (44° 40′ 7″ N, 1° 57′ 13″ O) stehende Maison Réveillac ist ein schönes Beispiel einer repräsentativen Gutsherren-Architektur des 17. und 18. Jahrhunderts. Bauherr war der königliche Notar Pierre Réveillac, der jedoch während der Pestepidemie des Jahres 1628 verstarb. Das im Privatbesitz befindliche Bauwerk wurde Ende des 18. Jahrhunderts (eine Bauinschrift nennt das Jahr 1780) um die repräsentative Loggienfassade erweitert und im Jahre 1938 als Monument historique anerkannt.[2]
- Vom spätmittelalterlichen Château du Roc (44° 39′ 40″ N, 1° 57′ 17″ O) steht nur noch ein Rundturm mit Rechteckfenstern; die übrigen Gebäude wurden bei einer Belagerung durch protestantische Truppen im Jahr 1622 in Mitleidenschaft gezogen und in der Zeit der Französischen Revolution durch einen Brand völlig zerstört. Der Turm und angrenzende Gebäudereste wurden im Jahr 1993 als Monuments historiques anerkannt.[3] In der Nähe steht ein Taubenhaus (pigeonnier).